# コンビニキャッチャー
『コンビニキャッチャー』は、バンプレストが発売しているプライズゲーム。ストラップやマスコット、キーホルダーなどの小物を景品に用いる。
コンビニキャッチャーの本体を小型化した『コンビニキャッチャーミニ』、大型景品を扱える『コンビニキャッチャーDX』についても本項で扱う。

## コンビニキャッチャー とりほうだい
1995年に稼動開始したシリーズ第1弾。プレイ料金の標準設定は100円で1回、500円で6回。2人プレイヤー用。
筐体背面部分から手前に向けて水平方向に伸びるピンがあり、これに景品をぶら下げて陳列する。その景品をアームで掴み、手前に引き出して取り出し口まで運んで獲得する。
ピンは天地方向に5段並んでおり、1・3・5段目には5列、2・4段目には4列、左右に並んでいる。ピンの手前側先端部分は若干太く、水平移動のみだと景品が引っかかる作りになっている。
景品を排出口に入れれば獲得となる。景品排出口は、右プレイヤー側は右下、左プレイヤー側は左下にある。アームの初期位置はそれぞれ、景品排出口の上である。
筐体色は赤・青など原色が基調である。アームは腕の部分が赤色で、爪の部分は黄色である。爪はプラスチック製のほぼ半円形の板で、左右とも先端部分内側に2本、天地方向に溝が掘られている。
操作はボタン2つで行う。1のボタンでアームの上昇、2のボタンで横移動させる。横移動の方向は左プレイヤー側が右、右プレイヤー側は左。いずれの移動も、限界位置まで達するとボタンを押していても自動的に停止する。
2ボタンを離した直後にアームが自動的に前進し、掴む動作が行われる。さらにアームの後退、初期位置への移動、アームを開く動作が自動的に行われ、初期状態に戻ってゲーム終了となる。
排出口の周囲にはセンサーが付いており、獲得したか否かで取り出し口のLED点灯やBGMでの演出がある。また、アームの左右爪基部の間にもセンサーがあり、アーム前進中にこれがピンなどの移動しないものへの接触を感知すると、掴む動作を行わずに即座に後退し、初期位置に戻る。
メーカーが用意したオプションとして、小型のベルトコンベアの『とるとるステージ』や、ゴム製のアタッチメントアームがある。
前者は、途中で落としてしまった景品を排出口までスムーズに運ぶものである。このオプションの代わりに店側が皿やトレイなどを用意し「この中に落ちても獲得」とする店舗もあった。
後者は、アームの爪が変形することで景品自体をがっちり掴めることを考慮したものである。ただし、「先端の筋彫りでタグをつまむ」「景品を弾き落とす」などの方法は通常の爪よりも難しくなる場合がある。

### コンビニキャッチャーミニ
コンビニキャッチャー本体を小型化した1プレイヤー専用機。1997年稼動開始。「コンビニキャッチャー とりほうだい」の左プレイヤー側の筐体を切り出したようなデザインで、景品排出口やアームの初期位置は左側にある。基本的な操作方法は「コンビニキャッチャー とりほうだい」と同様。音楽もコンビニキャッチャーとりほうだいと同じものを使用。

## コンビニキャッチャー2
2004年に稼働開始したシリーズ第2弾。筐体色は白と銀色が基調で、マシン名の看板部分は水色とピンク色の2種類がある。台の左右両端には景品を展示するショーウィンドウがある。
「コンビニキャッチャー とりほうだい」と同様、2プレイヤー機で、アームの初期位置もそれぞれ左右下端。底面全体が賽銭箱のようなすり鉢状の排出口となっており、景品は事実上、ピンから外せさえすれば獲得となる。基本的な操作方法は「コンビニキャッチャー とりほうだい」と同様。

### コンビニキャッチャーコンパクト
「コンビニキャッチャーミニ」同様「コンビニキャッチャー2」を小型化した1プレイヤー機。2006年稼動開始。アームの初期位置は左側。操作方法は後述する「コンビニキャッチャーDX」と同様。

## コンビニキャッチャーDX
1999年に稼働開始したフィギュアなどの大型景品用のマシン。筐体は通常のコンビニキャッチャーより大きいが、1プレイヤー専用。アームもかなり大きくなっている。爪の形状は他のシリーズ機と異なり、若干湾曲した棒状である。
アームの初期位置や景品排出口は左側にある。
操作ボタンは3つに増えており、アームの上移動と右移動に加え、前進の開始・停止もプレイヤーが行う。掴む動作以降は他のシリーズ機同様、自動で行われる。
本機種への対応を考慮されていない景品を用いるための、メーカーが用意した袋とタグが存在し、狙い目となる箇所に『ココをねらえ!』と書かれている。
プレイ料金は標準設定で200円で1回、500円で3回。プレイ開始時点でコインの追加投入を受け付けなくなる仕様になっているため、後者は500円玉を使用した場合に限られ、100円玉5枚投入での3回プレイは出来ない。

## 備考
- アームの掴む力は景品の大きさによって異なる。
- 初代コンビニキャッチャーのキャラクターは、色の付いたボールに手と足とキーチェーンが付いた、バボちゃんのようなデザインである。